# Nusatidia snazelli
Nusatidia snazelli är en spindelart som beskrevs av Christa L. Deeleman-Reinhold 200. Nusatidia snazelli ingår i släktet Nusatidia och familjen säckspindlar. Inga underarter finns listade i Catalogue of Life.